# Andy dookoła świata
Andy dookoła świata (ang. Andy's Global Adventures) – brytyjski program popularnonaukowy skierowany do dzieci w wieku przedszkolnym. Jego prowadzącym jest Andy Day. Jego światowa premiera miała miejsce 13 lutego 2023 roku w Wielkiej Brytanii na antenie kanału CBeebies. Odcinki są także dostępne w ofercie platformy BBC iPlayer.
W Polsce program ten także emituje kanał CBeebies, od 10 kwietnia 2023 roku.

## Opis
Andy, jego przyjaciółka Jen i ich pomocnik Scout podróżują po świecie swoim ekologicznym pojazdem, by wyjaśniać młodym widzom tajemnice przyrody oraz przedstawiać najróżniejsze gatunki zwierząt. Po drodze przeżywają wiele fascynujących przygód. Odwiedzają m.in. Antarktydę w poszukiwaniu pingwinów cesarskich oraz południową Afrykę, gdzie przyglądają się tajemniczym aardvarkom, czyli mrównikom. Program jest pełen ciekawostek na temat fauny i flory z całego świata.

## Spis odcinków
| Nr | Angielski tytuł                     | Polski tytuł |
| -- | ----------------------------------- | ------------ |
|    |                                     |              |
| 01 | Andy and the Emperor Penguins       |              |
|    |                                     |              |
| 02 | Andy and the Aardvark               |              |
|    |                                     |              |
| 03 | Andy and the Fising Cats            |              |
|    |                                     |              |
| 04 | Andy and the River Chub             |              |
|    |                                     |              |
| 05 | Andy and the Forest Elephants       |              |
|    |                                     |              |
| 06 | Andy and the Orangutans             |              |
|    |                                     |              |
| 07 | Andy and the Cassowary              |              |
|    |                                     |              |
| 08 | Andy and the African Penguins       |              |
|    |                                     |              |
| 09 | Andy and the Barbary Macques        |              |
|    |                                     |              |
| 10 | Andy and the Blue–Eyed Black Lemurs |              |
|    |                                     |              |
| 11 | Andy and the Tree Hole Frog         |              |
|    |                                     |              |
| 12 | Andy and the Grizzly Bears          |              |
|    |                                     |              |
| 13 | Andy and the Chimpanzees            |              |
|    |                                     |              |
| 14 | Andy and the Manatees               |              |
|    |                                     |              |
| 15 | Andy and the Grey–Headed Albatros   |              |